# نوال الکویتیه
نوال الکویتیه (عربی: نوال الكويتية؛ زادهٔ ۱۸ نوامبر ۱۹۶۶) خواننده عرب که در سال 2001 تابعیت کویت را گرفت تا اینکه در سال 2024 از آن خارج شد.
او در منطقه شرق به دنیا آمد و در دهه 1970 تحصیلات خود را در مؤسسه عالی هنرهای موسیقی در کویت آغاز کرد، زیرا او عاشق هنر و موسیقی بود و دلیل ورود او به این مؤسسه، عشق او به موسیقی بود ام کلثوم، عبدالحلیم حافظ، وردة الجزایریه و فیروز بودند. نوال برای اولین بار در هفده سالگی به روی صحنه رفت و در دوران تحصیلات متوسطه به دلیل مشغله هنری به تحصیلات دانشگاهی خود ادامه نداد و با مشکلاتی از جمله تاخیر در اخذ تابعیت کویت مواجه شد. چیزهای سختی که مانع شروع کار او شد. چون از دسته بادیه نشینان  بود، در مؤسسه چیزهای زیادی مانند سلفژ و هر آنچه که مربوط به آواز بود، از جمله مقام ها، نت های موسیقی، ملودی ها و صداهای موسیقی مانند زیر و بم، لحن و بلندی و مطالعه دیکته موسیقی برای توسعه حس موسیقایی و تقویت مهارت‌های شناسایی آهنگ‌ها و تمایز بین آنها و طبقه‌بندی رنگ‌های موسیقی بین‌المللی هنگامی که او در مؤسسه مورد مطالعه قرار گرفت، قرار گرفتن او در صحنه هنری را آغاز کرد، جایی که او نامزد شد توسط بسیاری از خوانندگانی که به استعداد خوانندگی او متقاعد شده بودند، مانند طلال مداح و عبدالکریم عبدالقادر، و در 1983، رشید الخادر، نوازنده تا زمانی که او را متقاعد کرد، اصرار داشت که آواز بخواند و حضور او در صحنه هنری به او نسبت داده می شود.